# Topeka (Indiana)
Topeka es un pueblo ubicado en el condado de LaGrange en el estado estadounidense de Indiana. En el Censo de 2010 tenía una población de 1153 habitantes y una densidad poblacional de 256,29 personas por km². Se encuentra al norte del estado, a pocos kilómetros al sur de la frontera con Míchigan. 

## Geografía
Topeka se encuentra ubicado en las coordenadas 41°32′23″N 85°32′50″O / 41.53972, -85.54722. Según la Oficina del Censo de los Estados Unidos, Topeka tiene una superficie total de 4.5 km², de la cual 4.5 km² corresponden a tierra firme y (0%) 0 km² es agua.

## Demografía
Según el censo de 2010, había 1153 personas residiendo en Topeka. La densidad de población era de 256,29 hab./km². De los 1153 habitantes, Topeka estaba compuesto por el 94.45% blancos, el 0.26% eran afroamericanos, el 0% eran amerindios, el 0.95% eran asiáticos, el 0% eran isleños del Pacífico, el 1.65% eran de otras razas y el 2.69% pertenecían a dos o más razas. Del total de la población el 3.64% eran hispanos o latinos de cualquier raza.